# Taijitu (símbolo)

Símbolo moderno do yin-yang.

Taijitu (chinês simplificado: 太极图; chinês tradicional: 太極圖; pinyin: tàijítú; Wade–Giles: t'ai⁴chi²t'u²) é um símbolo ou diagrama (图, tú) na filosofia chinesa representando o taiji (太极, tàijí, "grande polo" ou "supremo final") tanto no seu aspecto monista (wuji) quanto no seu aspecto dualista (yin-yang). O diagrama foi apresentado pela primeira vez pelo filósofo da dinastia Song Zhou Dunyi (周敦頤, 1017–1073) na sua obra Taijitu shuo, 太極圖說.
O moderno cânon taoista, compilado durante a dinastia Ming, possui, ao menos, seis variações de taijitu. Duas delas eram o "céu primal do taiji" (太極先天圖, tàijí xiāntiān tú) e o diagrama do wuji (無極圖, wújí tú), ambas estudadas extensivamente durante a dinastia Qing por sua possível conexão com o taijitu de Zhou Dunyi.
O autor do período Ming Lai Zhide (1525–1604) simplificou o taijitu para um desenho de duas espirais que se interconectam. Na era Ming, a combinação das duas espirais que se interconectam do taijitu com dois pontos preto e branco colocados sobre elas ficou associado ao he tu ou "diagrama do rio Amarelo" (河圖). Esta versão apareceu na literatura ocidental do final do século XIX como a "grande mônada", e se tornou imensamente popular na cultura popular ocidental como o "símbolo do yin-yang" desde a década de 1960. O termo chinês contemporâneo para o moderno símbolo é 太极兩儀图, "diagrama do taiji de duas partes".
Padrões ornamentais com similaridade visual ao "símbolo do yin-yang" são encontrados em artefatos arqueológicos da pré-história da Europa; tais desenhos são apelidados ocasionalmente como "símbolos do yin-yang" na literatura arqueológica por acadêmicos modernos.

## Estrutura
O taijitu consiste de cinco partes:

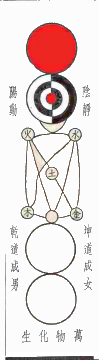
Taijitu da era Ming.

- no topo, um círculo vazio representa o absoluto (wuji)
- um segundo círculo apresenta o taiji como o dualismo yin-yang, representado pelo preenchimento do círculo com um padrão preto e branco. Em alguns diagramas, há um círculo menor vazio no centro, representando o vazio que funda a dualidade.
- abaixo do segundo círculo, há um diagrama de cinco partes representando os cinco agentes (Wu Xing), um estágio posterior da diferenciação da unidade em direção à multiplicidade. Os cinco agentes são conectados por linhas que indicam sua sequência: madeira (木) → fogo (火) → terra (土) → metal (金) → água (水).
- o círculo abaixo dos cinco agentes representa a junção de céu e terra, o que dá lugar às "dez mil coisas". Esse estágio é representado pelo ba gua.
- o círculo final representa o estado de multiplicidade, quando "as dez mil coisas nascem por transformação" (萬物化生; moderno 化生万物).

## História
O termo taijitu, em chinês moderno, é, comumente, usado para se referir à forma simples do "círculo dividido", mas também pode se referir a vários outros diagramas que contêm ao menos um círculo com um padrão interno de simetria representando o yin-yang.

### Era Song
Enquanto o conceito de yin-yang data da antiguidade chinesa, o interesse por "diagramas" (圖, tú) é um moda intelectual neoconfucionista do período Song (século XII), e declinou novamente no período Ming, por volta do século XVI.
A descrição original de um taijitu é atribuída ao filósofo da era Song Zhou Dunyi (1017–1073), autor do Taijitu shuo, 太極圖說, "Explanação do Diagrama do Supremo Final", que se tornou o pilar da cosmologia neoconfucionista. Seu breve texto sintetizou aspectos do budismo chinês e do taoismo com discussões metafísicas do I Ching.
Os termos fundamentais de Zhou wuji e taiji aparecem na linha de abertura 無極而太極, que Adler observa que pode ser traduzida como "a suprema polaridade que é não polar".

Não polar (wuji) e, ainda assim, polaridade suprema (taiji)! A suprema polaridade, em atividade, gera yang; ainda que, no limite da atividade, ela é parada. No repouso, ela gera yin; ainda que, no limite do repouso, ela também é ativa. Atividade e repouso se alternam; uma é a base do outro. Ao distinguir yin e yang, os dois modos são, consequentemente, estabelecidos. A alternância e combinação de yin e yang geram água, fogo, madeira, metal e terra. Com essas cinco [fases de] qi arranjadas harmoniosamente, as quatro estações ocorrem através delas. As cinco fases são, simplesmente, yin e yang; yin e yang são, simplesmente, a suprema polaridade; a suprema polaridade é, fundamentalmente, não polar. [Apesar da] geração das cinco fases, cada uma possui sua natureza.
Ao invés das traduções usuais de taiji "supremo final" ou "supremo polo", Adler usa "suprema polaridade" porque Zhu Xi o descreve como o princípio alternante entre yin e yang, e...

insiste que taiji não é uma coisa (portanto, "supremo polo" não serve). Portanto, tanto para Zhou como para Zhu taiji é o princípio yin-yang da bipolaridade, que é o mais fundamental princípio ordenador, o "primeiro princípio" cósmico. "Wuji" como não polar segue a partir daí.
Desde o século XII, houve uma vigorosa discussão na filosofia chinesa quanto à origem definitiva do diagrama de Zhou Dunyi. Zhu Xi (século XII) insiste que Zhou Dunyi criou o diagrama por conta própria, contra a visão prevalecente de que ela a recebeu de fontes taoistas. Zhu Xi não poderia aceitar uma origem taoista do desenho, porque isso enfraqueceria sua reivindicação de singularidade anexada ao conceito neoconfucionista de dao.

### Era Ming
Enquanto Zhou Dunyi (1017–1073) popularizou o diagrama circular, a introdução de padrões em "redemoinho" aconteceu no período Ming.
Zhao Huiqian (趙撝謙, 1351–1395) foi o primeiro a introduzir a variante "redemoinho" do taijitu em sua obra Liushu benyi (六書本義, 1370s). O diagrama é combinado com os oito trigramas (ba gua) e é chamado de "gráfico de rio espontaneamente gerado pelo céu e pela terra". Por volta do final da era Ming, esse diagrama se tornou uma muito difundida representação da cosmologia chinesa. Os pontos foram introduzidos no final do período Ming (substituindo as formas de gotícula usadas anteriormente, no século XVI) e são encontrados mais frequentemente no período Qing. Os pontos representam a semente de yin dentro de yang e a semente de yang dentro de yin; a ideia de que um não pode existir sem o outro.
O desenho de Lai Zhide é similar aos símbolos gakyil (dga' 'khyil ou "roda da felicidade") do budismo tibetano; mas, enquanto os desenhos tibetanos possuem três ou quatro redemoinhos (representando as Três Joias ou as Quatro Nobres Verdades, isto é, desenhos de trísceles e suásticas), o taijitu de Lai Zhide possui dois redemoinhos, terminando num círculo central.

## Símbolo moderno doyin-yang
O desenho da era Ming de taijitu com duas espirais interconectadas foi chamado de "símbolo do yin-yang" na primeira metade do século XX. A bandeira da Coreia do Sul, originalmente criada como a bandeira da Coreia da dinastia Joseon em 1882, mostra este símbolo em azul e vermelho. Isso foi uma modernização da antiga (início do século XIX) forma do Bat Quai Do usada como estandarte real Joseon.
Desde a década de 1960, o "símbolo do yin-yang" é mais amplamente chamado de símbolo He Tu, combinando as duas espirais interconectadas com dois pontos.
No formato contemporâneo do símbolo do yin-yang, se desenha, sobre o diâmetro de um círculo, dois círculos que não se superpõe, cada um dos quais tem um diâmetro igual ao raio do círculo externo. Se mantém a linha que forma um "s", e se apaga a linha externa.
O símbolo Soyombo da Mongólia deve ser anterior a 1686. Ele combina várias formas abstratas, incluindo um símbolo de taiji que ilustra a mútua complementação entre homem e mulher. No período socialista, ele foi interpretado como dois peixes simbolizando vigilância, porque o peixe nunca fecha seus olhos.
O símbolo moderno também foi amplamente usado nas artes marciais, particularmente o tai chi chuan e o jeet kune do, desde a década de 1970. Neste contexto, ele é, geralmente, usado para representar a interconexão entre técnicas duras e suaves.
Os pontos no símbolo moderno costumam ter a interpretação adicional de "interação intensa" entre os princípios complementares, isto é, uma busca de harmonia e equilíbrio.

## Símbolos similares
Similaridades podem ser encontradas na cultura de Cucuteni, do neolítico/idade do Cobre, no território das atuais Ucrânia e Romênia. Padrões que contêm ornamentos similares ao taijitu presentes em artefatos arqueológicos dessa cultura foram exibidos no pavilhão da Ucrânia na Expo 2010 em Xangai, na China.
O desenho entrelaçado é encontrado em artefatos da idade do ferro da Europa. Padrões similares são encontrados nas Américas, como o padrão xicalcoliuhqui.
Enquanto esse desenho aparentemente se tornou um padrão ornamental na cultura celta da idade do ferro por volta do século III a.C., sendo encontrado em uma grande quantidade de artefatos, não está claro qual valor simbólico ele representava. Ao contrário do símbolo chinês, o yin-yang celta não possui um elemento de penetração mútua, e as duas metades não estão sempre pintadas com cores diferentes. Desenhos semelhantes também são encontrados na arte etrusca e no império romano.

## Na computação
O unicode apresenta o símbolo do yin-yang no bloco de símbolos miscelânicos, no ponto de código U+262F (YIN YANG ☯). O relacionado "símbolo de corpo duplo" está incluído em U+0FCA (TIBETAN SYMBOL NOR BU NYIS -KHYIL ࿊), no bloco tibetano. O símbolo Soyombo, que inclui um taijitu, está disponível no unicode como U+11A9E, 𑪞, U+11A9F, 𑪟, e U+11AA0, 𑪠.